# Н’Гессан, Жан
Жан Фредери́к Куадьо́ Н’Гесса́н (фр. Jean Frederic Kouadio N'Guessan; род. 17 апреля, 2003) — ивуарийский футболист, полузащитник клуба «Аль-Васл».

## Карьера

### «Ницца»
В июле 2021 года перешёл во французскую «Ниццу».

### «Лозанна»
После подписания контракта с «Ниццей», на следующий день Жан отправился в аренду в клуб «Лозанна». Дебютировал в Суперлиге Швейцарии 24 июля 2021 года в матче с «Санкт-Галленом». Отличился голевой передачей в матче с «Цюрихом».

### «Ним»
28 июня 2022 года на правах аренды до конца сезона 2022/23 перешёл в клуб французской Лиги 2 «Ним». В составе «Нима» дебютировал 30 июля 2022 года, выйдя на замену в матче Лиги 2 против «Кана». 17 сентября 2022 года забил свой первый гол за «Ним» в матче Лиги 2 против «Сошо».

## Карьера в сборной
Осенью 2019 года был вызван в национальную сборную Кот-д’Ивуара.